# Congreso Mundial Uigur

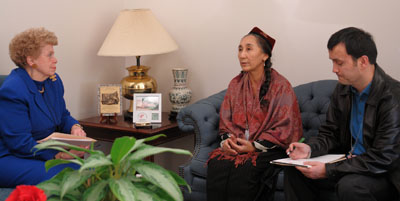
Rebiya Kadeer (activista y presidenta de la Fundación Internacional Uigur por los Derechos Humanos y la Democracia) y Alim Seytoff (secretario general del Proyecto de Derechos Humanos Uigur) reunidos con Ellen Sauerbrey (subsecretaria de Población, Refugiados y Migración de Estados Unidos) en su oficina del Departamento de Estado

El Congreso Mundial Uigur (World Uyghur Congress, WUC) (en uigur: دۇنيا ئۇيغۇر قۇرۇلتىيى; transcripción: Dunya Uyghur Qurultiyi; en chino, 世界维吾尔代表大会; pinyin, Shìjiè Wéiwúěr Dàibiǎo Dàhuì) es una organización internacional que representa a los grupos exiliados uigures que dicen representar los intereses del pueblo uigur dentro y fuera de la Región Autónoma de Xinjiang en la República Popular de China.
El Congreso Mundial Uigur se declaró a sí mismo como movimiento de oposición pacífico contra la ocupación china del Turkestán Oriental y contra el totalitarismo, la intolerancia religiosa y el terrorismo como instrumento político.
El Congreso Uigur fue creado en abril de 2004 en Munich, Alemania, por una serie de grupos exiliados uigures que incluyen la Asociación Americana Uigur y el Congreso Nacional de Turkestán Oriental. Desde 2006, el Congreso está presidido por Rebiya Kadeer, una prominente mujer de negocios y activista política que vive exiliada en Estados Unidos después de haber estado seis años en prisión en China acusada de filtrar secretos de estado.
El gobierno chino considera a la WUC como una organización terrorista que pretende la separación de su región de China.
La región autónoma de Turkestán Oriental tiene una población aproximada de 19.250.000 habitantes (censo de 2000) y una extensión de 1,6 millones de km². Se encuentra en la zona más occidental de China y ocupa un cuarto de su territorio en la frontera con Rusia, Kazajistán, Kirguistán y Tayikistán, al oeste; Afganistán, al sudoeste; Pakistán, India y Tíbet, al sur, y Mongolia, en el nordeste. 
No se conocen con exactitud a qué etnias y cuántos son los habitantes de la región, pero se considera que los uigures son en torno a 9 millones, seguidos de al menos catorce grupos diferentes entre los que predominan los 7 millones de chinos.
El Congreso Mundial Uigur forma parte de la Organización de Naciones y Pueblos No Representados desde el 11 de febrero de 1991 como socio fundador.